# Sargassum horneri
Sargassum horneri es una especie de macroalga marrón del orden Fucales, común a lo largo de la costa de Japón y Corea. Es un alga anual que posee una estación fértil variable a lo largo de la costa. En la bahía Wakasa comienza a crecer a comienzos del otoño y durante el invierno, madurando en primavera, cuando el agua del mar tiene en 11.6 y 15.2 °C en promedio. También llamada "maleza del diablo", esta especie ha invadido el sector este del océano Pacífico, comenzando en Baja California y avanzando hacia el norte a lo largo de la costa de California.
En su sistema ecológico natural, Sargassum horneri crece adherida a un substrato duro y se desarrolla como un bosque de algas que promueve y mantiene la biodiversidad local. Sin embargo, esta especie de macroalga es el principal componente de la marea dorada del noroeste del Pacífico, una biomasa de Sargassum horneri que se desplaza por la costa este de China hacia Corea como una especie invasora afectando de manera negativa el ecosistema costero en esa zona.